# Ніна Крістен
Ніна Крістен (нім. Nina Christen; нар. 7 лютого 1997) — швейцарський стрілець, олімпійська чемпіонка та бронзова призерка Олімпійських ігор 2020 року.

## Виступи на Олімпіадах
| Олімпіада           | Дисципліна                            | Місце |
| ------------------- | ------------------------------------- | ----- |
| Ріо-де-Жанейро 2016 | пневматича гвинтівка, 10 метрів       | 16    |
| Ріо-де-Жанейро 2016 | гвинтівка з трьох положень, 50 метрів | 6     |
| Токіо 2020          | пневматича гвинтівка, 10 метрів       | 3     |
| Токіо 2020          | гвинтівка з трьох положень, 50 метрів | 1     |
| Париж 2024          | пневматича гвинтівка, 10 метрів       | 23    |
| Париж 2024          | гвинтівка з трьох положень, 50 метрів | 21    |

## Зовнішні посилання
- Ніна Крістен на сайті ISSF (англійська)
- Ніна Крістен на сайті Olympics.com (англійська)
- Ніна Крістен на сайті Olympedia (англійська)